# Craig Gordon
Craig Sinclair Gordon (Edinburgh, Skócia, 1982. december 31. –) skót válogatott labdarúgó, a Heart of Midlothian kapusa.

## Pályafutása

### Klub
2000 nyarán felkerült az első csapatban a Heart of Midlothian együttesénél. 2001. október 1-jén kölcsönbe került a harmadligás Cowdenbeath csapatához, de edzésekre nevelőklubjánál volt, csak mérkőzésekre járt Cowdenbeathbe. Első mérkőzését a Stirling Albion ellen játszotta és mielőtt vissza hívta a Hearts 13 mérkőzésen lépett pályára. 2002. október 6-án mutatkozott be a Livingston ellen tétmérkőzésen. 2007 augusztusában öt évre aláírt az angol Sunderland csapatához, 9 millió fontos átigazolási díja klubrekordnak számított. A Tottenham Hotspur ellen debütált a bajnokságban az 1–0-ra megnyer mérkőzésen. Az itt töltött időszaka alatt többször is megsérült és visszatérte után több alkalommal nem tudta visszavenni első számú kapuspozícióját Fülöp Mártontól. A magyar kapus távozása után Simon Mignolet lett a legnagyobb riválisa. 2012 nyarán szabadúszó lett, de nem írt alá egy klubhoz sem, mert nem épült fel teljesen sérüléseiből. Ez időszakban edző tanulmányokba kezdett. 2014 júliusában aláírt a skót Celtichez. 2020 júniusában két szezonra írt alá Heart of Midlothian csapatához.

### Válogatott
A skót labdarúgó-válogatott kapusaként 2004 és 2008 között ő számított az első számú hálóőrnek. Sérülései miatt kiszorult a keretből, többször csak a padon kapott lehetőséget. 2017-ben újra visszavette első számú státuszát a válogatottban.

## Statisztika
2019. szeptember 25-i állapot szerint.
| Klub              | Szezon            | Bajnokság | Bajnokság | Kupa  | Kupa  | Ligakupa | Ligakupa | Nemzetközi | Nemzetközi | Összesen | Összesen |
| Klub              | Szezon            | Mérk.     | Gólok     | Mérk. | Gólok | Mérk.    | Gólok    | Mérk.      | Gólok      | Mérk.    | Gólok    |
| ----------------- | ----------------- | --------- | --------- | ----- | ----- | -------- | -------- | ---------- | ---------- | -------- | -------- |
| Hearts            | 2000–01           | 0         | 0         | 0     | 0     | 0        | 0        | 0          | 0          | 0        | 0        |
| Hearts            | 2001–02           | 1         | 0         | 1     | 0     | 0        | 0        | 0          | 0          | 2        | 0        |
| Hearts            | 2002–03           | 1         | 0         | 1     | 0     | 0        | 0        | 0          | 0          | 2        | 0        |
| Hearts            | 2003–04           | 30        | 0         | 2     | 0     | 2        | 0        | 2          | 0          | 36       | 0        |
| Hearts            | 2004–05           | 38        | 0         | 6     | 0     | 3        | 0        | 6          | 0          | 53       | 0        |
| Hearts            | 2005–06           | 36        | 0         | 5     | 0     | 2        | 0        | 0          | 0          | 43       | 0        |
| Hearts            | 2006–07           | 34        | 0         | 1     | 0     | 1        | 0        | 6          | 0          | 42       | 0        |
| Összesen          | Összesen          | 139       | 0         | 15    | 0     | 8        | 0        | 14         | 0          | 176      | 0        |
| Cowdenbeath       | 2001–02           | 12        | 0         | 0     | 0     | 1        | 0        | 0          | 0          | 13       | 0        |
| Összesen          | Összesen          | 12        | 0         | 0     | 0     | 1        | 0        | 0          | 0          | 13       | 0        |
| Sunderland        | 2007–08           | 34        | 0         | 1     | 0     | 0        | 0        | 0          | 0          | 35       | 0        |
| Sunderland        | 2008–09           | 12        | 0         | 1     | 0     | 1        | 0        | 0          | 0          | 14       | 0        |
| Sunderland        | 2009–10           | 26        | 0         | 1     | 0     | 3        | 0        | 0          | 0          | 30       | 0        |
| Sunderland        | 2010–11           | 15        | 0         | 0     | 0     | 0        | 0        | 0          | 0          | 15       | 0        |
| Sunderland        | 2011–12           | 1         | 0         | 0     | 0     | 0        | 0        | 0          | 0          | 1        | 0        |
| Összesen          | Összesen          | 88        | 0         | 3     | 0     | 4        | 0        | 0          | 0          | 95       | 0        |
| Celtic            | 2014–15           | 33        | 0         | 5     | 0     | 4        | 0        | 10         | 0          | 52       | 0        |
| Celtic            | 2015–16           | 35        | 0         | 2     | 0     | 3        | 0        | 12         | 0          | 52       | 0        |
| Celtic            | 2016–17           | 35        | 0         | 1     | 0     | 4        | 0        | 11         | 0          | 51       | 0        |
| Celtic            | 2017–18           | 26        | 0         | 3     | 0     | 4        | 0        | 12         | 0          | 45       | 0        |
| Celtic            | 2018–19           | 18        | 0         | 0     | 0     | 0        | 0        | 14         | 0          | 32       | 0        |
| Celtic            | 2019–20           | 0         | 0         | 0     | 0     | 2        | 0        | 4          | 0          | 6        | 0        |
| Összesen          | Összesen          | 147       | 0         | 15    | 0     | 17       | 0        | 63         | 0          | 242      | 0        |
| Hearts            | 2020–21           | 0         | 0         | 0     | 0     | 0        | 0        | 0          | 0          | 0        | 0        |
| Összesen          | Összesen          | 0         | 0         | 0     | 0     | 0        | 0        | 0          | 0          | 0        | 0        |
| Karrieri összesen | Karrieri összesen | 386       | 0         | 33    | 0     | 30       | 0        | 77         | 0          | 526      | 0        |

### Válogatott
2019. január 4-i állapot szerint.
| Skócia   | Skócia          | Skócia |
| Évek     | Pályára lépések | Gólok  |
| -------- | --------------- | ------ |
| 2004     | 5               | 0      |
| 2005     | 9               | 0      |
| 2006     | 5               | 0      |
| 2007     | 10              | 0      |
| 2008     | 6               | 0      |
| 2009     | 3               | 0      |
| 2010     | 2               | 0      |
| 2014     | 1               | 0      |
| 2015     | 2               | 0      |
| 2016     | 2               | 0      |
| 2017     | 7               | 0      |
| 2018     | 2               | 0      |
| Összesen | 54              | 0      |

## Sikerei, díjai
- Heart of Midlothian
  - Skót kupa: 2005–06
- Celtic
  - Skót bajnok: 2014–15, 2015–16, 2016–17, 2017–18, 2018–19
  - Skót kupa: 2016–17, 2017–18
  - Skót ligakupa: 2014–15, 2016–17, 2017–18, 2018–19, 2019–20